# Daector gerringi
Daector gerringi är en fiskart som först beskrevs av Rendahl, 1941.  Daector gerringi ingår i släktet Daector och familjen paddfiskar. Inga underarter finns listade i Catalogue of Life.